# Rheidt-Hüchelhoven
Rheidt-Hüchelhoven ist ein Ortsteil der Kreisstadt Bergheim im Rhein-Erft-Kreis an der Grenze zum Rhein-Kreis Neuss in Nordrhein-Westfalen.
Der Doppelort am Gillbach ist Heimat von rund 1800 Menschen und verkehrsgünstig an der B 477 gelegen. Größere Orte in nächster Umgebung sind Niederaußem, Rommerskirchen, Stommeln und Bergheim.

## Geschichte
Rheidt wird erstmals 1109 in einer Urkunde des Kölner Erzbischofs Friedrich I. erwähnt, Hüchelhoven etwa 60 Jahre später in einer Urkunde Rainalds von Dassel. Herrscher über Hüchelhoven und Rheidt waren verschiedene Kölner Klöster sowie das Kloster Kamp am Niederrhein.
Während der Besatzung durch die Franzosen wurde Hüchelhoven Hauptort der gleichnamigen Mairie und seit 1816 der Bürgermeisterei. Zur Gemeinde Hüchelhoven zählten die Orte Rheidt, Büsdorf, Fliesteden und Glessen. Infolge der kommunalen Neugliederung kamen die Orte der Gemeinde Hüchelhoven zur Stadt Bergheim.
Die Gemeinde Hüchelhoven wurde am 1. Januar 1975 in die Kreisstadt Bergheim eingegliedert.
Bei Rheidt-Hüchelhoven und Ingendorf wurde 2003 bis 2005 ein Windpark mit 8 Windrädern (Gesamtleistung 12 MW) gebaut.

## Sehenswürdigkeiten

### Burg Geretzhoven

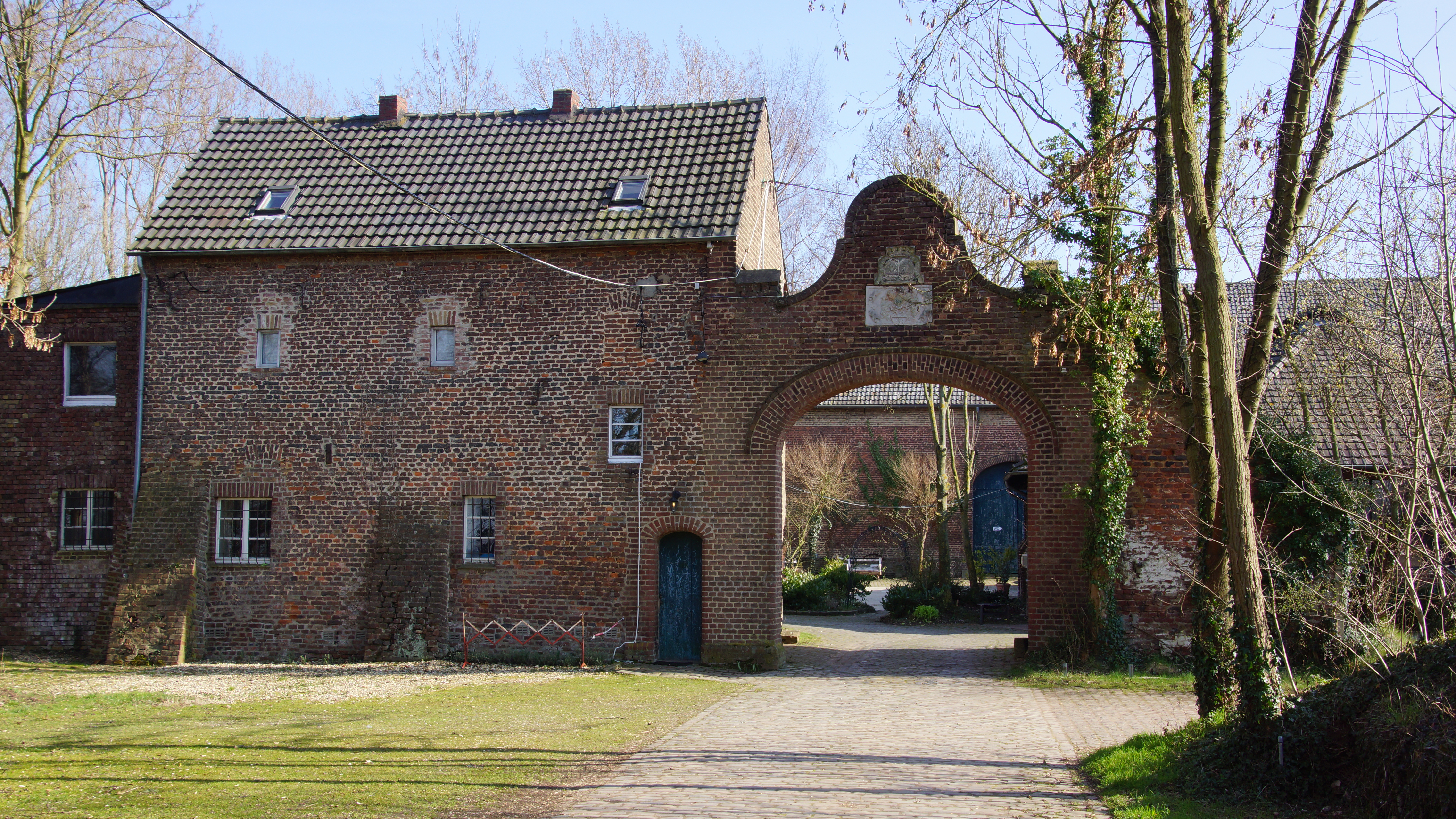
Burg Geretzhoven

Burg Geretzhoven ist eine ehemals zweiteilige Wasserburg im Kern aus dem 16. Jahrhundert. Das Grabensystem ist teilweise erhalten. Herrenhaus und Wirtschaftsgebäude sind zu einer geschlossenen Vierflügelanlage zusammengewachsen. Heute werden auf Burg Geretzhoven größere Musik- und Theater-Events sowie besondere Märkte veranstaltet. Das spezielle Ambiente wird gern zu Hochzeiten und anderen größeren Festen genutzt.
Weitere historische Güter und Höfe sind der Bergerhof (eventuell an der Stelle der früheren Burg Hüchelhoven), der Baeckerhof sowie die drei Mönchhöfe des Klosters Kamp: in der Ortslage der Millianshof, vor dem Kraftwerk der inzwischen verlassene Klein-Mönchhof und daneben der Groß-Mönchhof, heute ein Pferdehof. Der früher bedeutende Woltershof ist aufgegeben und in eine Wohnanlage umgebaut worden.

### Kirche St. Michael

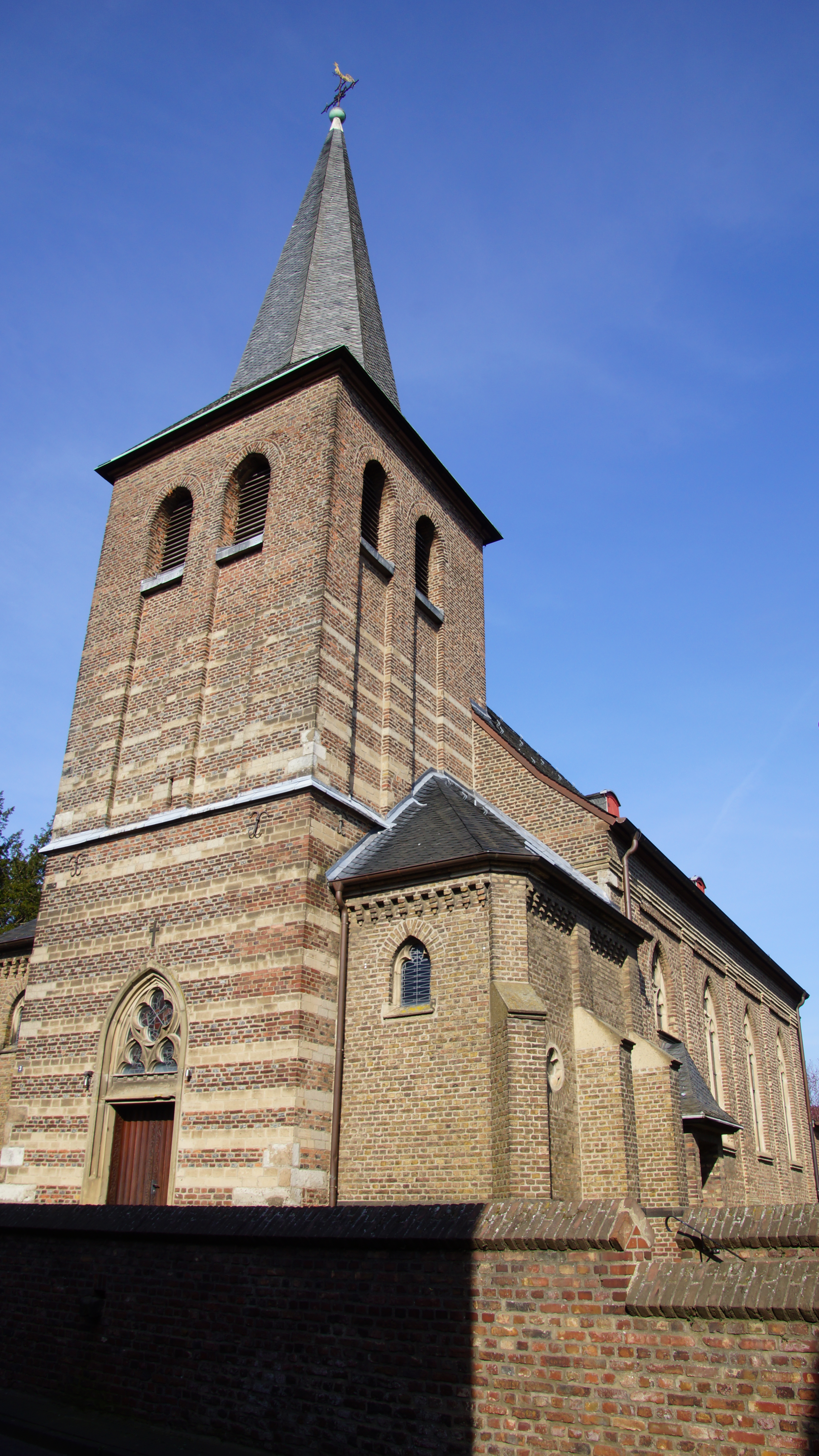
St. Michael Rheidt-Hüchelhoven

1165 wird in dem Doppelort eine Kirche erwähnt, die 1261 Pfarrrechte besaß. Ältester Teil der heutigen Kirche St. Michael ist der Westturm, der Mitte des 16. Jahrhunderts erbaut wurde. 1789 wurde anstelle der baufälligen alten eine neue Kirche erbaut. 1928 erfolgte der Einbau eines flachen Kreuzrippengewölbes.

### Kraftwerk Niederaußem
Infolge der Erweiterung des Kraftwerks Niederaußem gab es Proteste in Rheidt-Hüchelhoven. Bedingt durch die Konzentration der alten Kühltürme mit dem neuen 200 Meter hohen Kühlturm kommt es zu erheblichen Verschattungen im Ort. Vor allen Dingen im Winter wird die Sonnenscheindauer wesentlich eingeschränkt. Die Neubaupläne von weiteren BoA-Kraftwerksblöcken in anderthalb Kilometern Entfernung lehnen zahlreiche Bürger des Ortes ab. Eine entsprechende Bürgerinitiative (BigBEN: Bürgerinitiative gegen BoA-Erweiterung Niederaußem) hat sich gegründet und konnte bereits den Bau eines neuen Doppelblocks vorläufig verhindern, indem sie in den umliegenden Orten und in der Politik Verbündete fand und RWE mehrfachen Wortbruch bezüglich seiner Zusicherungen nachwies.

## Dorfleben
In dem Doppelort findet ein reges Vereinsleben statt, wofür der SV 1926 Rheidt e. V., der Bürgerverein Eintracht Hüchelhoven 1912, die Dorfgemeinschaft Rheidt, die Maifreunde, der Kirchenchor St. Cäcilia, die Karnevalsfreunde Rheidt-Hüchelhoven, die AWO und der VdK Rheidt-Hüchelhoven, die Freiwillige Feuerwehr, die Katholische Frauengemeinschaft und der Theaterverein Frohsinn verantwortlich sind. Die Dorffeste finden am Dorfplatz, auf Höfen, in Festzelten, im alten Pfarrhof und in der Mehrzweckhalle an der Grundschule statt.
2009 fand das 900-jährige Jubiläum von Rheidt statt. Zu diesem Anlass wurde einerseits ein Friedensbaum auf dem parkartigen Dorfplatz gepflanzt, der der Zukunft entgegen wächst und der mit einer Steinsäule aus der Vergangenheit korrespondiert, die als Reste einer römischen Jupitersäule aus dem 2. bis 3. Jh. n. Chr. in Rheidt gefunden wurde. Die als Nachguss errichtete Säule zeigt, dass Rheidt mindestens doppelt solange existiert wie das nach Urkunden berechnete offizielle Alter angibt. 

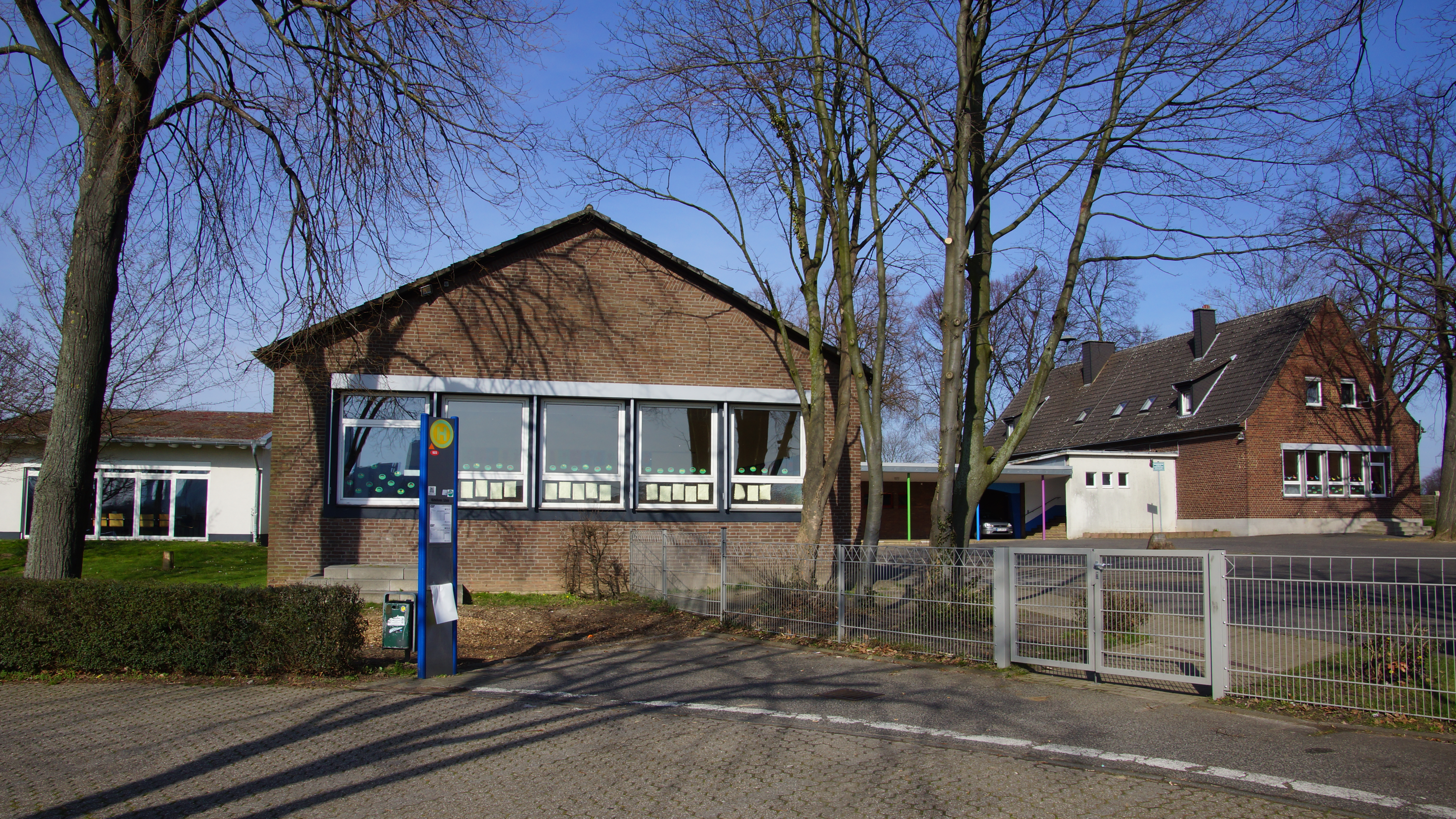
Odilia-Weidenfeld-Grundschule Hüchelhoven

Den Rheidt-Hüchelhovener Sportlern steht ein Sportplatz und eine Turnhalle zur Verfügung. Eltern können ihre Kinder ohne weite Wege in den städtischen Kindergarten in der St. Michael Straße schicken. Für die schulpflichtigen Kinder steht die Odilia-Weidenfeld-Grundschule offen.
Im zwei Kilometer entfernten Niederaußem befinden sich eine Real- und eine Hauptschule. Gymnasien gibt es in Bergheim und Knechtsteden.

## Verkehr
Die VRS-Buslinie 971 der Rhein-Erft-Verkehrsgesellschaft verbindet Rheidt-Hüchelhoven mit Bergheim und Rommerskirchen. Zusätzlich verkehren einzelne Fahrten der auf die Schülerbeförderung ausgerichteten Linie 923.
| Linie | Verlauf                                                                          |
| ----- | -------------------------------------------------------------------------------- |
| 923   | Stadtverkehr Bergheim                                                            |
| 971   | (Bergheim Bf – Oberaußem –) Niederaußem – Rheidt-Hüchelhoven – Rommerskirchen Bf |

## Söhne und Töchter (Auswahl)
- Carl Gisbert Wilhelm von Bodelschwingh-Plettenberg (1821–1907), Gutsbesitzer, Politiker und Mitglied des Preußischen Herrenhauses